# 豪威美體鰻
豪威美體鰻，又稱豪威錐體糯鰻（學名：[Ariosoma howensis] 错误：{{Lang}}：文本有斜体标记（帮助）），為輻鰭魚綱鰻鱺目糯鰻科的其中一個種，由艾倫·里弗斯通·麥卡洛克和埃德加·拉文斯伍德·韋特於1916年描述，最初屬於Congermuraena 屬，分布於西太平洋區，包括澳洲東北部、新喀里多尼亞、斐濟南部海脊等海域，深度60至600公尺，本魚體粗壯，體色棕色，背鰭、尾鰭和臀鰭上有狹窄的深色邊緣，頭部有深色條紋：第一個條紋位於口鼻部（除了白色的嘴唇和鼻孔），第二個條紋橫跨眼眶間區域，形成黑色條紋，背鰭起源於鰓蓋上方，背鰭軟條 211-241枚、臀鰭軟條161-178枚、脊椎骨151-161個，體長可達42.2公分，為底棲性魚類，夜間外出覓食，生活習性不明。